# Pierre-Louis Cœur
Pour les articles homonymes, voir Cœur.
Pierre-Louis Cœur (14 mars 1805 - 9 octobre 1860) est un ecclésiastique français, évêque de Troyes de 1849 à 1860.

## Biographie
Né à Tarare, il est ordonné prêtre le 13 juin 1829. Prédicateur de renom, il prêche dans de nombreuses villes de France et devient titulaire de la chaire d'éloquence sacrée à la Sorbonne. Il est consacré évêque de Troyes le 25 février 1849 par l'archevêque de Paris, Marie-Dominique-Auguste Sibour. Il meurt au château de Charmont-sous-Barbuise en 1860 et est inhumé dans le caveau des évêques dans la chapelle de la Vierge de la cathédrale Saint-Pierre-et-Saint-Paul de Troyes.

## Armes
D'azur à la croix ancrée ou de saint Benoit d'or cantonnée de 4 cœurs d'argent.

## Distinction
- Officier de la Légion d'honneur (24 août 1858)[2]